# Сентиментальная прогулка (песня, 1976)
«Сентимента́льная прогу́лка» — песня Давида Тухманова на одноимённое стихотворение Поля Верлена (1866) в переводе Ариадны Эфрон из концептуального альбома Тухманова «По волне моей памяти» (1976). Отбор всего литературного материала для альбома, включая стихотворение Верлена, и фактическое продюсирование альбома были сделаны женой Тухманова Татьяной Сашко. Первый исполнитель песни — Сергей Беликов. Первое четверостишие было продублировано в оригинале.

## История
Музыка Давида Тухманова

Слова Поля Верлена

Перевод Ариадны Эфрон

Струил закат последний свой багрянец,

Ещё белел кувшинок грустных глянец,

Качавшихся меж лезвий тростника,

Под колыбельный лепет ветерка.

Я шёл, печаль свою сопровождая,

Над озером, средь ив плакучих тая,

Вставал туман, как призрак самого отчаянья.

<...>

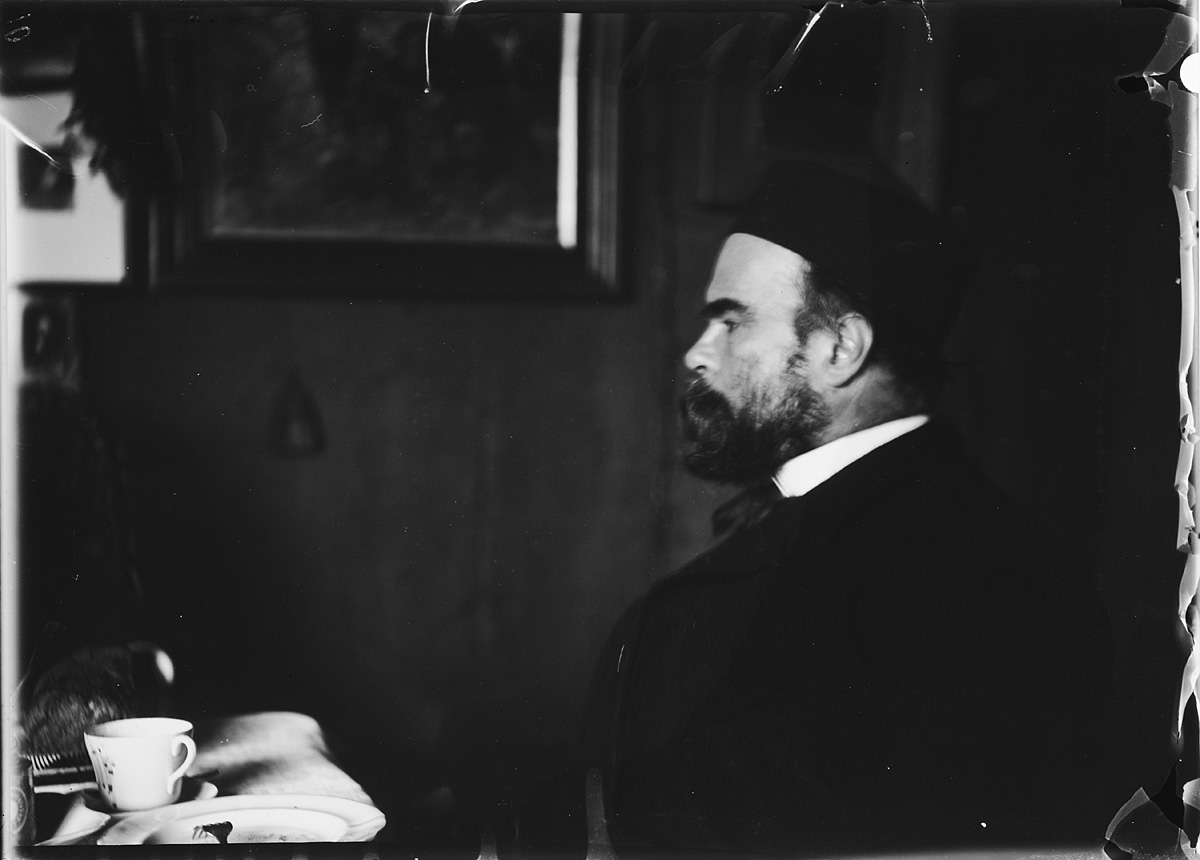
Поль Верлен
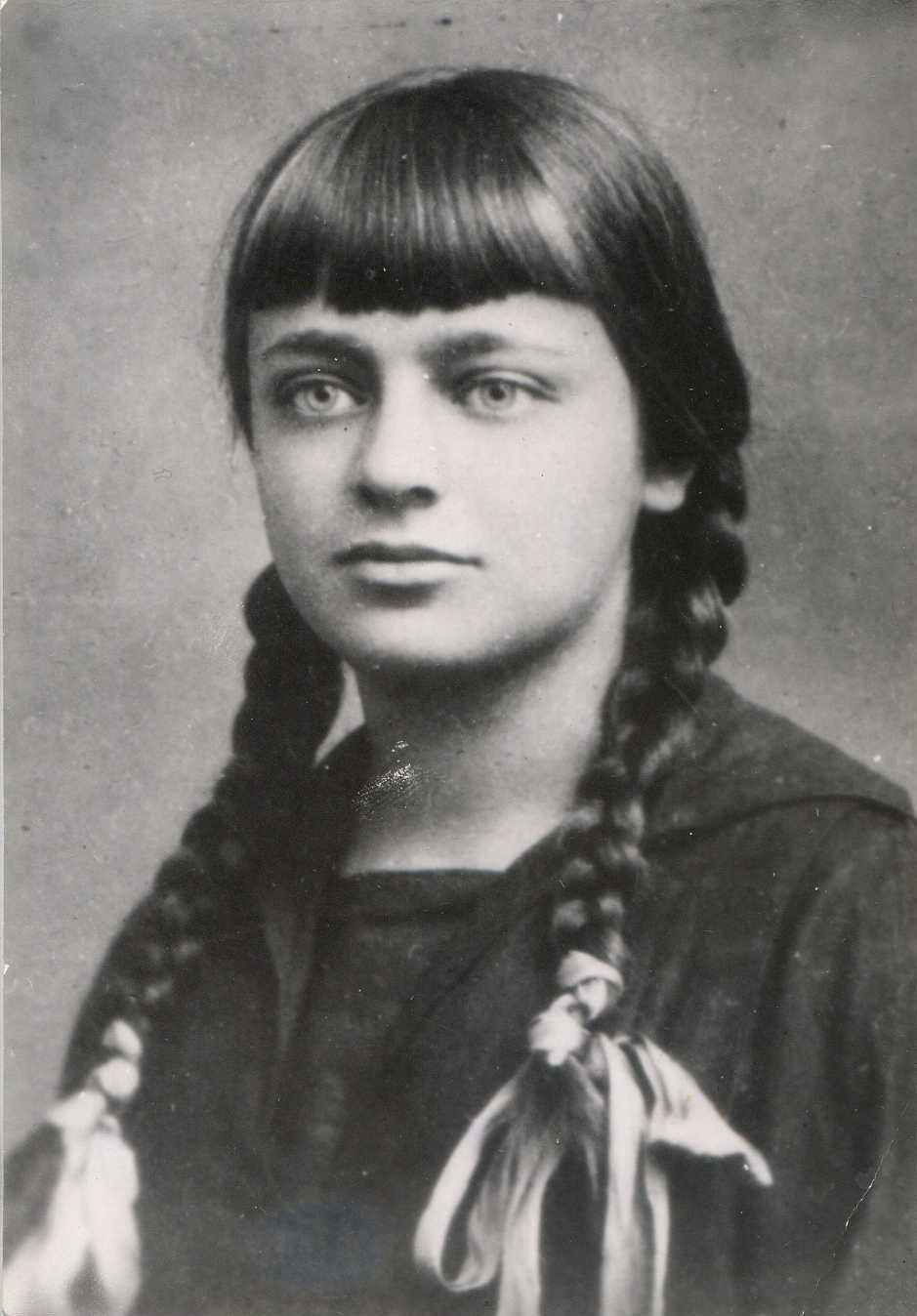
Ариадна Эфрон
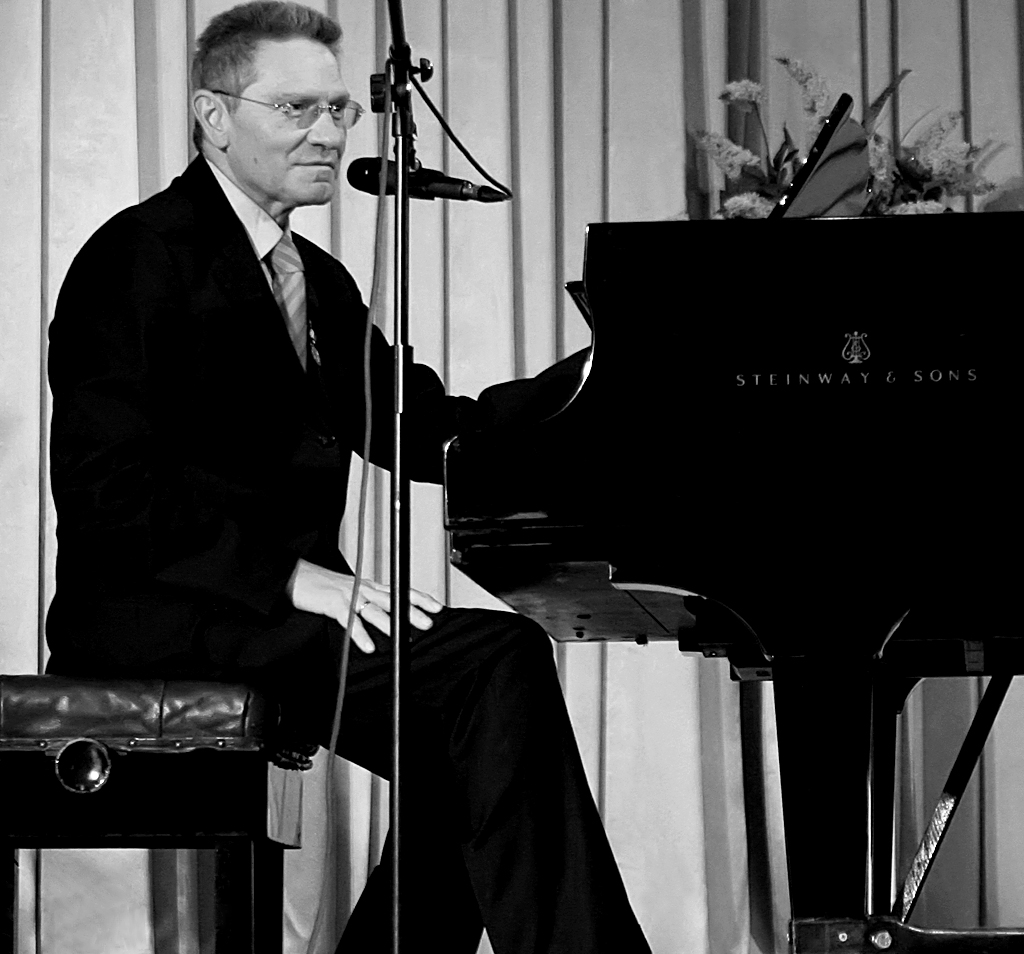
Давид Тухманов
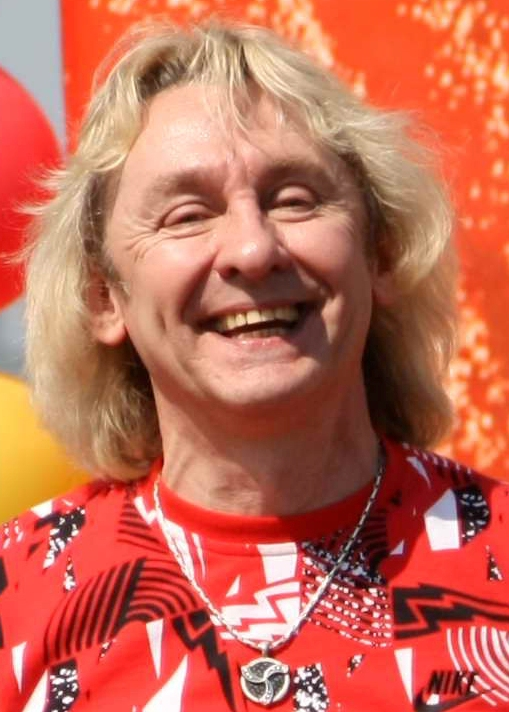
Сергей Беликов

Жена Давида Тухманова и фактический продюсер его концептуального альбома «По волне моей памяти» Татьяна Сашко, отбиравшая для него весь литературный материал, выбрала в том числе и стихотворение Поля Верлена в переводе Ариадны Эфрон «Сентиментальная прогулка».
Так же, как и большинство других текстов альбома, стихотворение Верлена было переводным, и в нескольких песнях Тухманов решил оставить цитаты на языке оригинала — чтобы «намекнуть» слушателям на то, что «поэзия-то, в принципе непереводима». Не стала исключением и «Сентиментальная прогулка», в которой Тухманов оставил следующую верленовскую фразу:
Moi, j'errais tout seul, promenant ma plaie

Au long de l'étang, parmi la saulaie, parmi la saulaie

Promenant ma plaie
В феврале 1976 года Давид Тухманов позвонил музыканту группы «Аракс» Сергею Беликову и пригласил его к себе домой. При встрече Татьяна Сашко рассказала ему, что суть проекта — «подать классическую поэзию в современной музыкальной обработке». Тухманов сразу подвёл Беликова к роялю, дал в руки ноты и начал напевать и наигрывать мелодии будущего альбома. По воспоминаниям певца, Тухманов репетировал с ним сразу три номера — чтобы определиться с выбором подходящей для него песни. Остановился он на «Сентиментальной прогулке» — по словам Сергея Беликова, «тонкой, поэтичной, воздушной».
Эту воздушность Тухманов из меня и вытягивал на репетициях, требуя передать на одном дыхании все «струящиеся закаты», переходы с тихого звука на громкий. Он добивался, скажем, чтоб в строке «Вставал туман, как призрак самого отчаянья» слово «отчаянье» прозвучало и правда отчаянно, драматично… В «Араксе» такого не требовалось, и когда песня зазвучала, я понял, что Тухманов реально раздвинул мои исполнительские рамки.

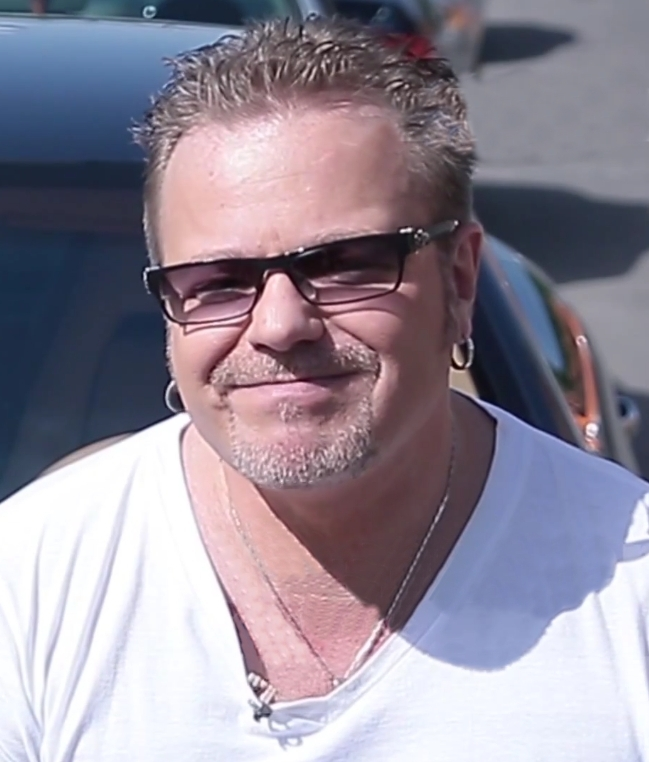
Владимир Пресняков

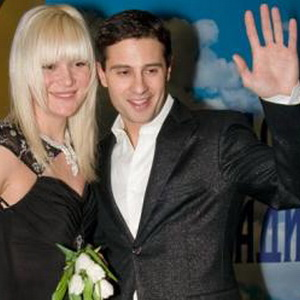
Антон Макарский

Избегавший огласки проекта, Тухманов записывал «Сентиментальную прогулку» с Беликовым не на «Мелодии», а в новой студии при медицинском центре на пересечении Рублёвского шоссе и МКАД. Как и все другие исполнители альбома, Беликов писал голос на уже готовую инструментальную основу. Из-за более простой, чем на «Мелодии», аппаратуры, ему приходилось перепевать песню целыми куплетами, если Тухманова и Сашко что-то не устраивало.
В музыкальном фильме «По волне моей памяти», снятом без участия Тухманова в 2006 году к 30-летию выхода одноимённого альбома, песню пел Антон Макарский (в танцевальном сопровождении Илзе Лиепа). «Сентиментальную прогулку» также исполнял Владимир Пресняков.

## Участники записи 1975—1976 годов
- Борис Пивоваров (гитара)

Вторая сторона грампластинки «По волне моей памяти» с записью песни «Сентиментальная прогулка» (1976)

- Аркадий Фельдбарг (бас-гитара, скрипка)
- Владимир Плоткин (ударные)
- Давид Тухманов (фортепиано, орган, синтезатор, электропиано)
- Медная группа ансамбля «Мелодия» под управлением Георгия Гараняна
- Струнная группа Большого симфонического оркестра Всесоюзного радио и телевидения (дирижёр Константин Кримец)
- Звукорежиссёр Николай Данилин

## Комментарии
1. ↑  На обороте конверта альбома «По волне моей памяти» было написано: «Литературный материал подобран Татьяной Сашко».

## Видео
- Концертное выступление Сергея Беликова с песней «Сентиментальная прогулка» (2001)